# Дедпул и Вулверин
Дедпул и Вулверин (енгл. Deadpool & Wolverine) је амерички суперхеројски филм из 2024. године, заснован на истоименим ликовима из Марвелових стрипова. Ово је 34. филм Марвеловог филмског универзума и наставак филма Дедпул 2 (2018). Филм је режирао Шон Ливи, који је и написао сценарио заједно са Ретом Рисом, Полом Верником, Зебом Велсом и Рајаном Ренолдсом. Ренолдс тумачи улогу Дедпула, док се улози Вулверина вратио Хју Џекман, који га је последњи пут играо у филму Логан (2017), а у споредним улогама су Ема Корин, Морена Бакарин, Роб Делејни, Лесли Агамс, Арон Станфорд и Метју Макфадјен. У филму, Управа за временске варијације (ТВА) извлачи Дедпула из његовог мирног живота и додељује му мисију да спасе свој универзум, удружујући се са Вулверином из другог универзума на том задатку.
Развој трећег филма о Дедпулу започео је 20th Century Fox у новембру 2016, али је пројекат стављен на чекање након што је ову компанију аквизирао The Walt Disney Company у марту 2019. године. Контролу над ликом је тада добио Marvel Studios, који је почео да развија нови филм са Ренолдсом који је поново добио главну улогу. Филм интегрише Дедпула са Марвеловим филмским универзумом, задржавајући рејтинг R претходна два филма. Венди Молину и Лизи Молину-Логелин придружиле су се пројекту у новембру 2020. да напишу сценарио. Рис и Верник, сценаристи прва два филма, ангажовани су да преправе сценарио до марта 2022, заједно са Левијем као режисером. Додатни кастинг је одржан почетком 2023. када су откривени додатни сценаристи. Снимање је почело крајем маја 2023. у Лондону, а завршено је у јануару наредне године.
Филм је премијерно приказан 22. јула 2024. у Њујорку, док је у америчким биоскопима објављен четири дана касније. Добио је углавном позитивне рецензије критичара и широм света зарадио 1,338 милијарди долара, што га чини најуспешнијим филмом са ознаком R икада снимљеним.

## Радња
Године 2018, Вејд Вилсон користи Кејблов уређај за путовање кроз време да отпутује са своје временске линије, Земље-10005, до Земље-616, која се налази у „Светој временској линији”, где среће Хепија Хогана и подноси захтев да се придружи Осветницима, али је одбијен.
Шест година касније, Вилсон се повукао из живота маскираног плаћеника познатог као Дедпул и ради као продавац половних аутомобила након што је раскинуо са својом девојком Ванесом. Током његове рођенданске забаве, Управа за временске варијације (ТВА) хвата Вилсона и доводи га до Господина Парадокса, који му нуди место на Земљи-616. Међутим, Парадокс такође открива да Вилсонова временска линија пропада као резултат смрти Џејмса „Логана” Хаулета, за кога се открива да је „централно биће” те временске линије, односно појединац чије је постојање одржавало њихову временску линију стабилизованом и нетакнутом. Вилсон краде Парадоксов Тем-Пад да би путовао мултиверзумом и пронашао варијанту Логана којом би сачувао своју временску линију.
Након што је наишао на различите варијанте Логана, Вилсон једног од њих доводи у ТВА, где сазнаје да се овај Логан сматра најгорим Вулверином у мултиверзуму. Након свађе, Парадокс их затим шаље у Празнину. Вилсон и Логан се боре пре него што они и Џони Сторм буду ухваћени и одведени до Касандре Нове, сестре близнакиње Чарлса Завијера, вође Икс-мена. Нова демонстрира своју моћ манипулисања умовима људи и објашњава да је ТВА пристала да јој дозволи да остане у Празнини као вођа банде. Затим убија Џонија и оставља Вилсона и Логана да их Алајот прождере, али њих двојица успевају да побегну.
Након бекства, Логан и Вилсон упознају варијанту Вилсона, познатог као „Најспул”, који им даје Хонду Одисеју како би могли да отпутују до пограничних подручја Празнине да се придруже покрету отпора против Нове и њених снага. Међутим, Логан се суочава са Вилсоном зато што је овај сакрио чињеницу да није у стању да поправи Логанову временску линију, што је довело до туче у којој обојица завршавају без свести у аутомобилу. Лора их вози до границе, где упознају чланове покрета отпора Електру Начиос, Блејда и Гамбита. Покрет отпора, кога Вилсон назива „Остали”, предлаже савез са њим и Логаном у борби против Нове, али Логан одбија сарадњу. Међутим, он на крају попушта након разговора са Лором о својој неспособности да спаси Икс-мене у свом универзуму. Вејд, Логан и Остали одлазе да се супротставе Новој, која ментално онеспособљава Логана, али Вилсон успева да јој стави Џагернаутов шлем како би блокирао њене моћи. Пајро пуца у Нову и открива свој савез са Парадоксом. Логан убеђује Вилсона да скине шлем како би Нова могла да се излечи, а у замену за то, Нова користи ременски прстен — покренут каменовима времена и стварности од варијанте Стивена Стрејнџа — да отвори портал за њих двојицу до Вилсонове временске линије.
По доласку на Земљу-10005, Вилсон и Логан откривају да Парадокс користи „Временски секач”, уређај који је Парадокс развио за уништавање временских линија, и који планира да искористи на Вилсоновој временској линији без дозволе својих претпостављених. Нова брзо то сазнаје од Пајроа пре него што га погуби, након чега стиже преко другог портала и киднапује Парадокса. Нова тада позива војску Дедпулових варијанти да се боре са Вилсоном и Логаном, док планира да преузме контролу над Временским секачем да уништи све временске линије, остављајући само Празнину, као освету за Парадоксову издају. Парадокс говори Вилсону и Логану да је могуће пореметити проток енергије Временског секача по цену живота онога ко то покуша. Користећи своја тела као проводнике, Вилсон и Логан уништавају Временски секач, убијајући Нову, док Ловац Б-15 из ТВА хапси Парадокса.
Вилсон тражи од Б-15 да врати Остале на њихове одговарајуће временске линије, док она открива да Вилсонова временска линија више не пропада. Логан се нада промени у својој прошлости, али Б-15 му говори да је његова прошлост оно што га чини потребним да сачува Вилсонову временску линију и да нема разлога за даљу промену. Логан бира да се повуче и живи мирним животом. Вилсон води Логана и Лору да упознају његове пријатеље, а Логан га охрабрује да се помири са Ванесом, што он и чини.
У сцени после одјавне шпице, Вилсон приказује ТВА-ине снимке на којима Џони Сторм вређа Нову, баш као што је Вилсон тврдио да је овај учинио.

## Улоге
| Глумац             | Улога                           |
| ------------------ | ------------------------------- |
| Рајан Ренолдс      | Вејд Вилсон / Дедпул            |
| Хју Џекман         | Џејмс „Логан” Хаулет / Вулверин |
| Ема Корин          | Касандра Нова                   |
| Морена Бакарин     | Ванеса Карлајл                  |
| Роб Делејни        | Питер Висдом                    |
| Лесли Агамс        | Слепа Ал                        |
| Арон Станфорд      | Џон Алердајс / Пајро            |
| Метју Макфадјен    | Господин Парадокс               |
| Каран Сони         | Допиндер                        |
| Брајана Хилдебранд | Негасоник Тинејџ Ворхед         |
| Стефан Капичић     | Колосус                         |
| Шиоли Куцуна       | Јукио                           |
| Џон Фавро          | Харолд „Хепи” Хоган             |
| Вунми Мосаку       | Ловац Б-15                      |
| Дафни Кин          | Лора / X-23                     |
| Џенифер Гарнер     | Електра Начиос                  |
| Весли Снајпс       | Ерик Брукс / Блејд              |
| Крис Еванс         | Џони Сторм / Људска Бакља       |
| Ченинг Тејтум      | Реми Лебо / Гамбит              |